# Île Saint-Quentin
Pour les articles homonymes, voir Saint-Quentin (homonymie).
L’île Saint-Quentin est située au confluent de la rivière Saint-Maurice et du fleuve Saint-Laurent dans la ville de Trois-Rivières, dans la province de Québec. Elle est, avec l'île Saint-Christophe et De La Poterie, la raison du nom de la ville en référence aux trois chenaux que la rivière Saint-Maurice forme à son embouchure avec le Saint-Laurent en s'écoulant entre deux îles.
Elle doit son nom au lieutenant et juge Quentin Moral dit Saint-Quentin, l'un des premiers concessionnaires. Elle est maintenant un centre d'activités de plein air très populaires et de détente des citadins. Le saint patron de l'île est Quentin de Rome.

## Histoire

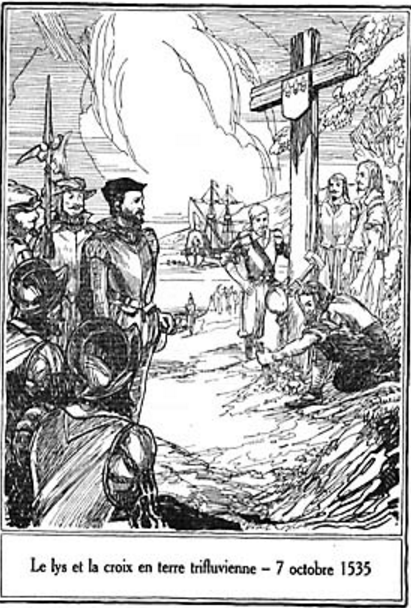
Le lys et la croix en terre trifluvienne.

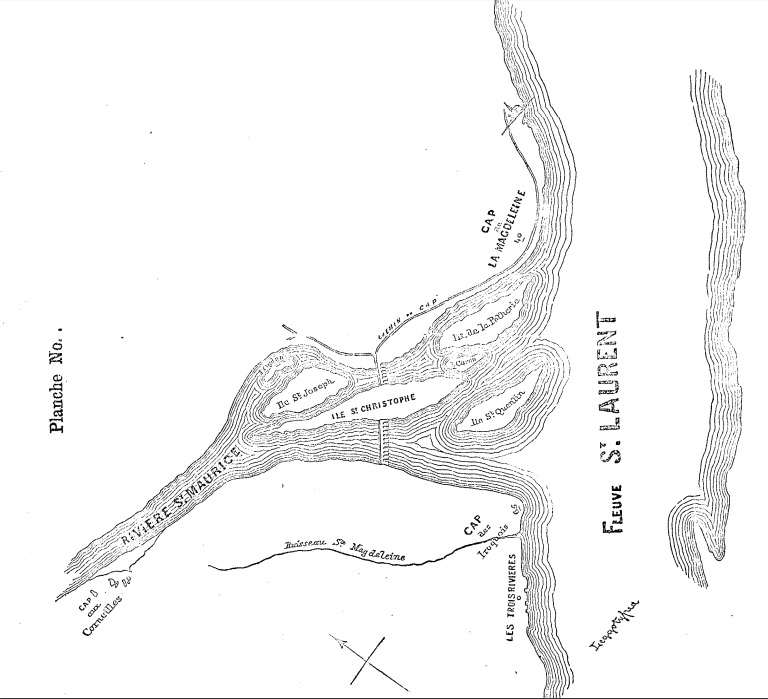
Les îles des Trois-Rivières.

Elle fut d'abord peuplée par une tribu algonquine qui y faisait la culture du maïs (blé d’Inde en argot québécois). Par la suite, le 7 octobre 1535, Jacques Cartier planta une croix sur l'île proclamant ainsi la souveraineté française de ce territoire. Il faudra attendre près de cent ans, pour que le père Paul Le Jeune y remarque les ruines d'une palissade amérindienne et de quelques arpents défrichés où les Amérindiens cultivaient le maïs.
Ainsi le 2 juin 1647, le gouverneur Charles Jacques Huault de Montmagny permit à François Marguerie de la Haye, Jean Véron de Grandmesnil et Claude David de défricher l'île, on l'appela alors île Grandmesnil et fut désignée ainsi comme terre à roture. Mais Véron de Grandmesnil décéda peu après et l'île fut renommée durant un temps : île de la Trinité. Au début des années 1660, François Marguerie ayant légué sa terre à sa sœur Marie (veuve en premières noces de Jacques Hertel et épouse de Quentin de Moral dit Saint-Quentin) en 1652, l'île fut rebaptisée définitivement île Saint-Quentin. Le milieu naturel de l'île Saint-Quentin demeura quasiment inchangé; elle resta pratiquement inutilisée au XVIIIe siècle et jusqu'à la fin du XIXe siècle.
À partir des années 1930, l'aspect récréatif de l'île prit de l'importance. L'île qui appartenait à l'époque aux Quebec Savings and Trust Company Limited ainsi qu'à la Canada Power and Paper Corporation fut l'objet d'une offre d'achat de la Ville en 1933 mais il fallut attendre le 3 novembre 1947 pour que le terrain soit propriété de la ville. Entre-temps, elle servit de camp d'entrainement pour la Marine royale canadienne. Des services furent progressivement mis en place en 1950.
Le parc et la plage de l'île Saint-Quentin furent officiellement inaugurés le 24 juin 1962, en présence de 5 000 personnes, année où l'on compta plus de 100 000 visiteurs Depuis, l'île a subi plusieurs aménagements dont une marina, une piste cyclable, un sentier d'interprétation, une patinoire et un camping. Plusieurs activités et festivals se déroulent annuellement sur l'île.

## Transport

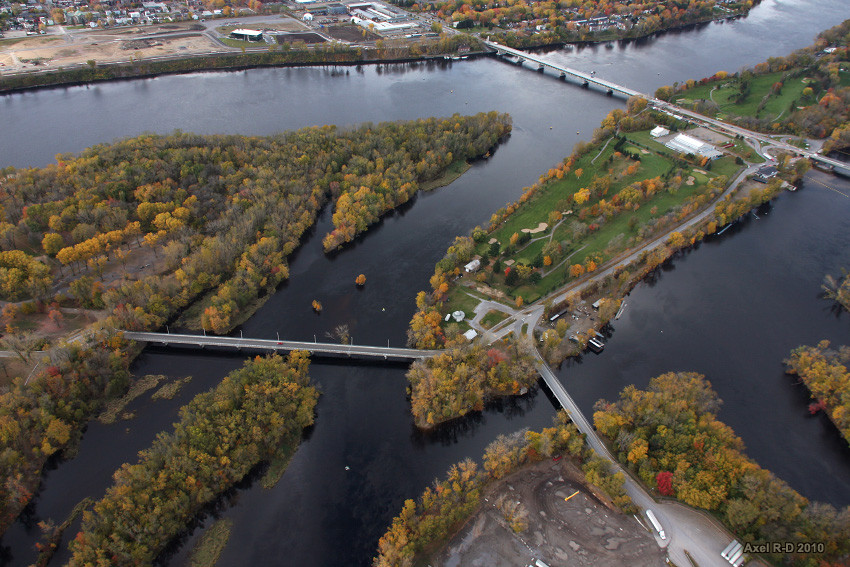
Système d'îles à Trois-Rivières.

On y pénètre présentement par la route 138, portion du Chemin du Roy, via le pont Duplessis et depuis l'île Saint-Christophe en empruntant le pont Cloutier. Avant la construction du pont Jean-Baptiste-Cloutier en 1961, un petit traversier acheminait les baigneurs à l'île Saint-Quentin.
Un pont piétonnier reliant le site de Trois-Rivières-sur-Saint-Laurent et l'île Saint-Quentin est esquissé dès 2002 pour franchir le cours de la rivière Saint-Maurice et faciliter l'accès à l'île, en créant un nouveau point d'accès depuis le centre-ville pour les promeneurs désireux de s'y aventurer à la marche ou à vélo afin de profiter des lieux, de ses plages, ses installations et ses espaces verts en plein cœur de la ville. Sa mise en place n'a toutefois pas été retenue dans les plans d'urbanisme.

## Noms reçus

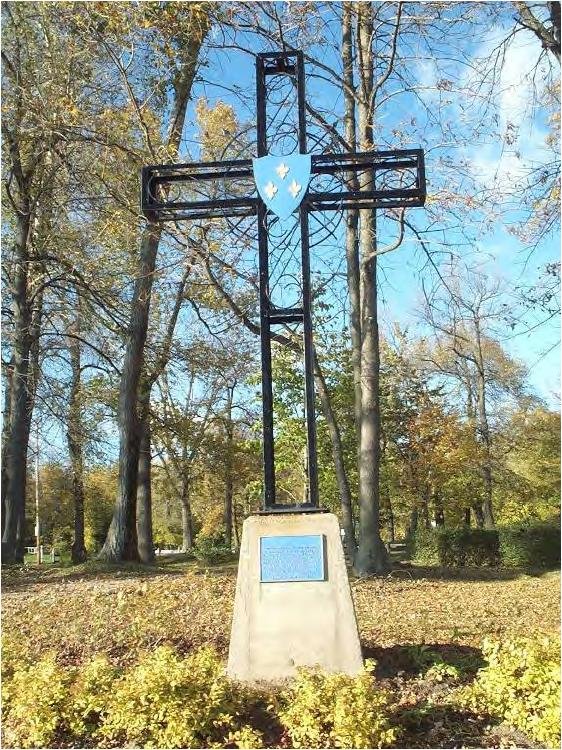
Croix de Jacques Cartier.

- Île Saint-Quentin pour le Juge Quentin Moral
- Île aux Cochons
- Île de Grandmesnil pour Jean Véron de Grandmesnil
- Île de la Trinité
- Île Maillet
- Île Martel
- Îles George Baptist

## Festivals et événements
- Beach Party La Plage
- Cinéma en plein air
- Classique internationale de canots de la Mauricie → Arrivée
- Fête des couleurs

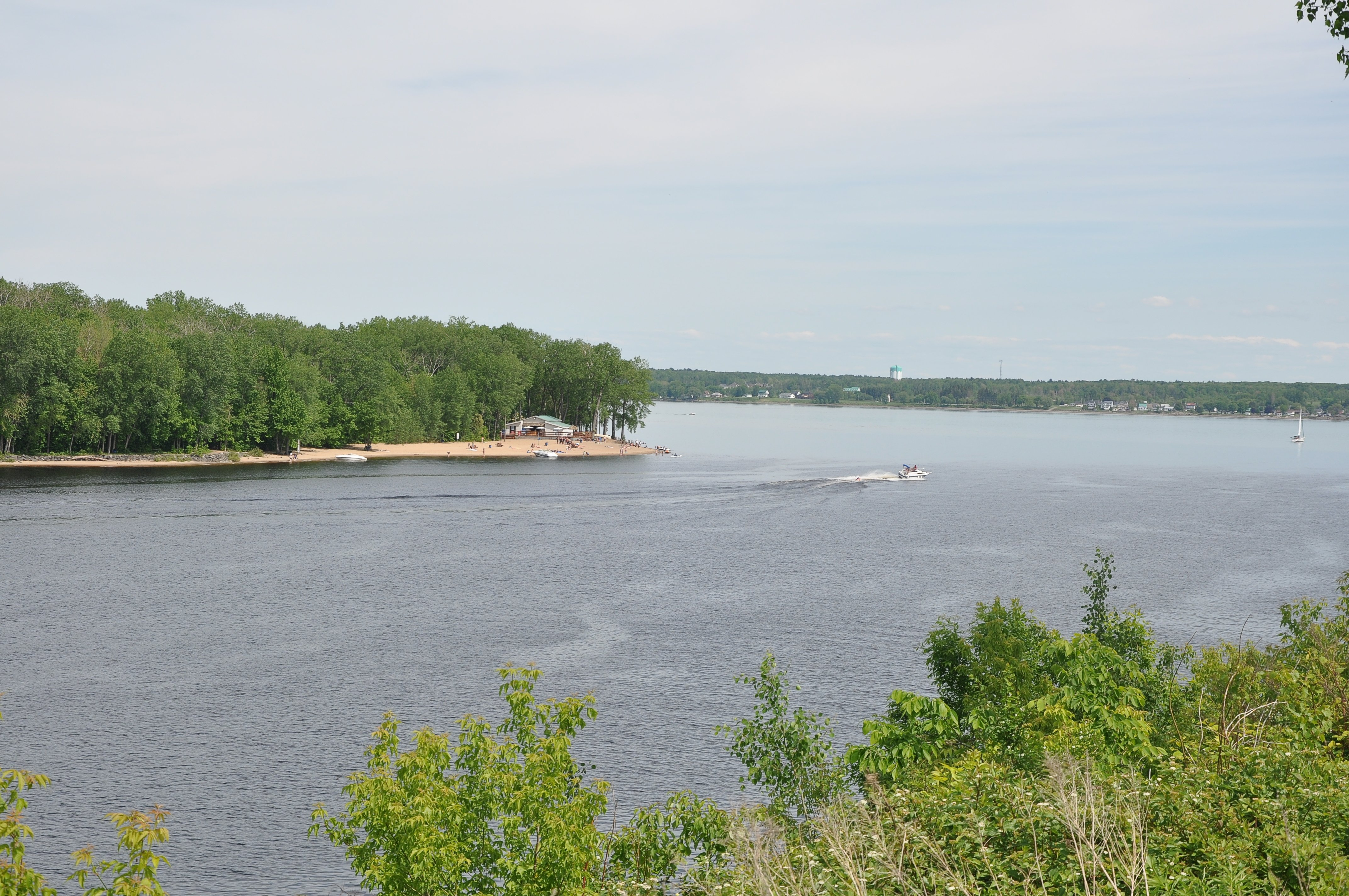
L'île Saint-Quentin (et sa plage), vue du site de Trois-Rivières-sur-Saint-Laurent.
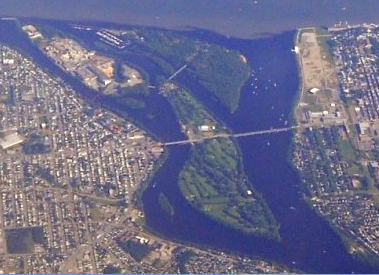
Îles des Trois-Rivières.
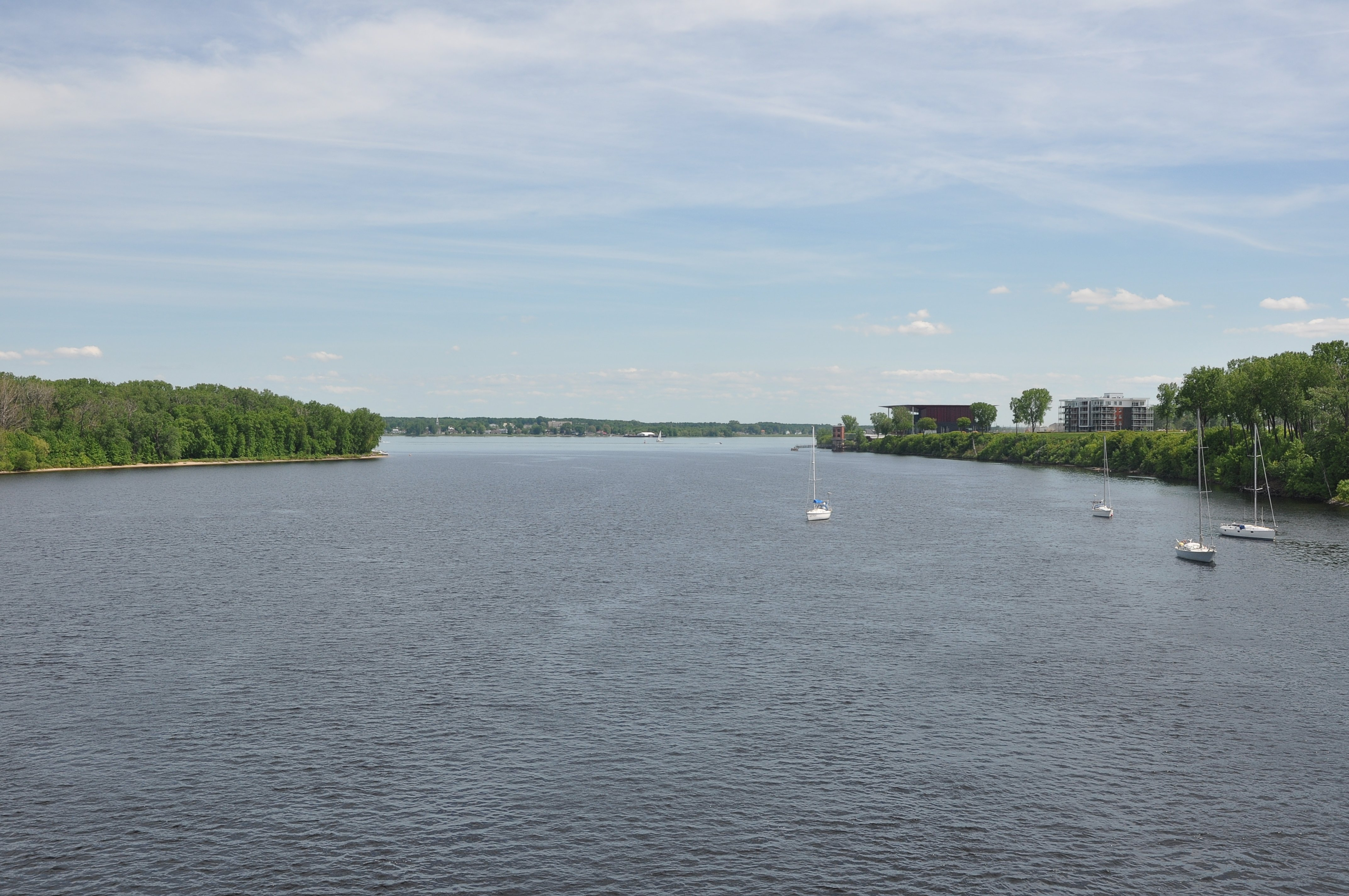
Rivière Saint-Maurice.
Fête familiale de l'île Saint-Quentin
- Playa Beach Club
- Symposium de peinture

## Marina de Trois-Rivières

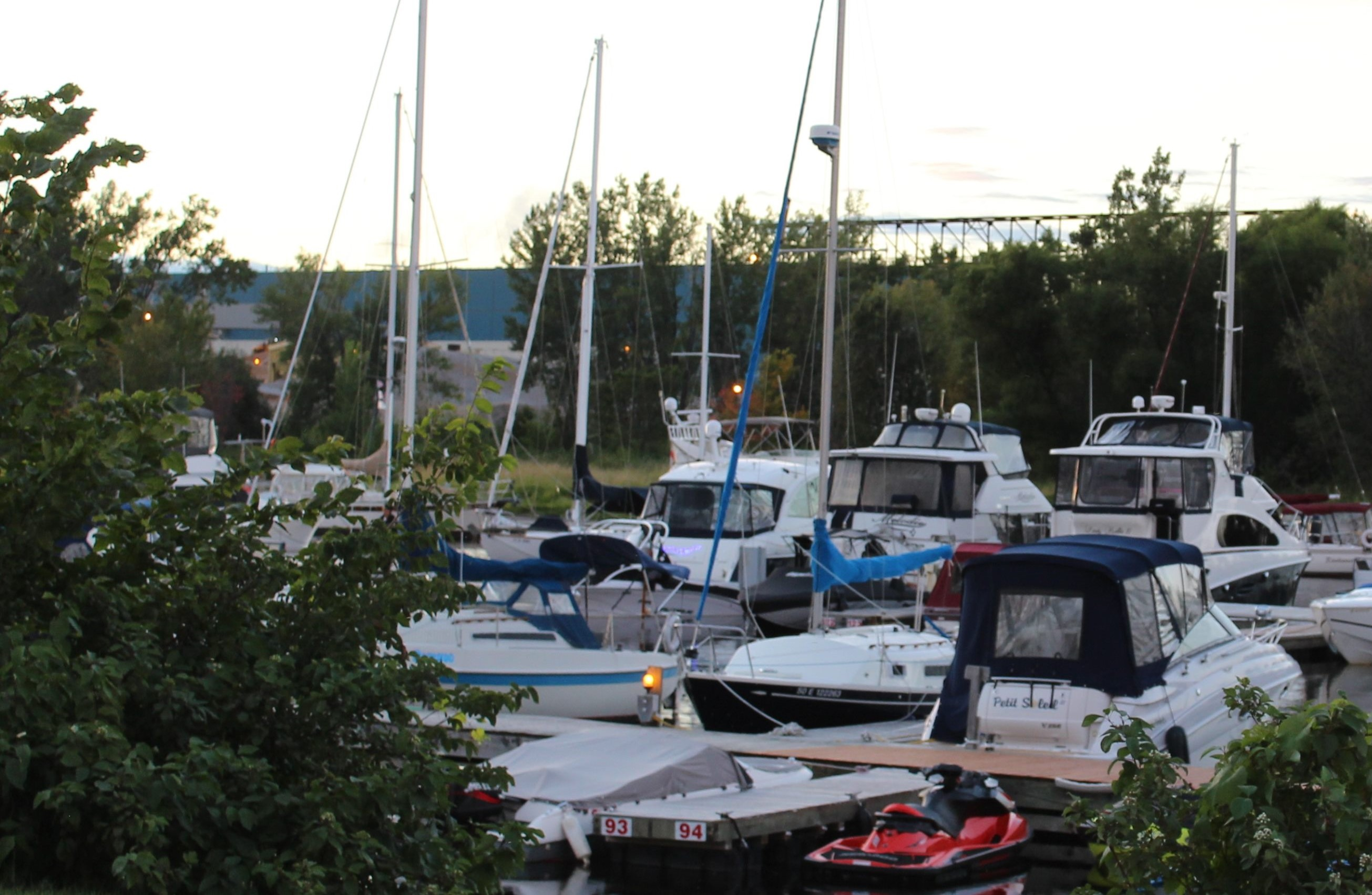
La marina de Trois-Rivières lors d'un coucher de soleil

La marina de Trois-Rivières a été fondé en 1947 et elle est un organisme à but non-lucratif (OBNL). Elle se situe dans le Parc de l'île Saint-Quentin près de l'entrée de la rivière Saint-Maurice. La marina possède 245 quais et il y a des emplacements pour des membres ainsi que des places pour les visiteurs.